# Pematang Lumut
Pematang Lumut is een bestuurslaag in het regentschap Tanjung Jabung Barat van de provincie Jambi, Indonesië. Pematang Lumut telt 8646 inwoners (volkstelling 2010).